# Albert Minga
Albert Minga, född den 4 mars 1946 i Vlora i Albanien, är en albansk generaldirektör.
Albert Minga blev färdig med sin utbildning i skådespeleri 1968 och var därefter bland annat verksam som producent för drama- och TV-serier. Hans senaste långfilmer är Unë e dua Erën (från 1990) och Porta Eva (från 2000). 
År 1997 anställdes han som generaldirektör för Radio Televizioni Shqiptar.